# Киласония, Ираклий Тариелович
Ираклий Тариелович Киласония (1906 год, село Апени, Сигнахский уезд, Тифлисская губерния, Российская империя — неизвестно, село Апени, Лагодехский район, Грузинская ССР) — звеньевой колхоза имени Дзержинского Лагодехского района Грузинской ССР. Герой Социалистического Труда (1949).

## Биография
Родился в 1906 году в крестьянской семье в селе Апени Сигнахского уезда. Окончил начальную школу. Трудился в сельском хозяйстве до призыва в июне 1941 года в Красную Армию по мобилизации. Участвовал в Великой Отечественной войне в составе 642-го пушечно-артиллерийского полка 24-й пушечно-артиллерийской бригады. Сражался при штурме Берлина. После демобилизации возвратился в родное село, где трудился табаководом в колхозе имени Орджоникидзе Лагодехского района.
В 1948 году звено под руководством Ираклия Киласонии собрало в среднем с каждого гектара по 28,8 центнера табака сорта «Трапезонд» на участке площадью 3 гектара. Указом Президиума Верховного Совета СССР от 3 мая 1949 года удостоен звания Героя Социалистического Труда «за получение высоких урожаев кукурузы и табака в 1948 году» с вручением ордена Ленина и золотой медали «Серп и Молот».
Этим же указом званием Героя Социалистического Труда был награждён труженик колхоза имени Орджоникидзе звеньевой Шота Александрович Бейтришвили.
После выхода на пенсию проживал в родном селе Апени Лагодехского района. С 1968 гола — персональный пенсионер союзного значения. Дата смерти не установлена.
Награды
- Герой Социалистического Труда
- Орден Ленина
- Орден Красной Звезды — дважды (25.04.1945; 17.05.1945)
- Орден Трудового Красного Знамени (03.07.1950)
- Медаль «За боевые заслуги» (01.07.1944)